# جانکارلو بیگاتسی
جانکارلو بیگاتسی (ایتالیایی: Giancarlo Bigazzi؛ ‏ ۵ سپتامبر ۱۹۴۰ – ۱۹ ژانویهٔ ۲۰۱۲) آهنگساز و تهیه‌کننده موسیقی اهل ایتالیا بود.
از فیلم‌هایی که وی در آن‌ها نقش داشته‌است، می‌توان به تا ابد مری، پسران حاشیه‌نشین و مدیترانه اشاره نمود. وی همچنین ترانه‌نویس یا تهیه‌کنندهٔ ترانه‌های مشهوری چون گلوریا، کنترل نفس، نو مه امس بود که شهرت بین‌المللی یافتند.